# Spectraalstelling
In de wiskunde, met name de lineaire algebra en de functionaalanalyse, is een spectraalstelling  een uitspraak over voorwaarden waaronder lineaire operatoren of  matrices gediagonaliseerd kunnen worden, dat wil zeggen in enige basis weergegeven kunnen worden in diagonaalvorm. Dit concept van diagonaliseerbaarheid is relatief eenvoudig voor operatoren op eindig-dimensionale ruimten, maar vereist enige aanpassing voor operatoren op oneindig-dimensionale ruimten. In het algemeen identificeert de spectraalstelling een klasse van lineaire operatoren, die kunnen worden gemodelleerd door multiplicatieve operatoren, de eenvoudigste klasse van operatoren om te vinden. In meer abstracte taal is de spectraalstelling een bewering over commutatieve C*-algebra's. 
Voorbeelden van operatoren waarop een spectraalstelling van toepassing is, zijn zelftoegevoegde operatoren, en meer in het algemeen normale operatoren op hilbertruimten. 
Een spectraalstelling voorziet ook in een kanonieke decompositie, de zogenaamde spectraaldecompositie, eigenwaarde decompositie of eigendecompositie van de onderliggende vectorruimte waarop de operator inwerkt. 
De eenvoudigste vorm van een spectraalstelling is die voor een zelftoegevoegde operator op een hilbertruimte. Ook voor normale operatoren op een hilbertruimte geldt echter een spectraalstelling,